# Wanderléa
Wanderléa, all'anagrafe Wanderléa Charlup Boere Salim (5 giugno 1946), è una cantante e conduttrice televisiva brasiliana.
Fu una delle prime donne brasiliane a cimentarsi nel genere rock.

## Biografia
Raggiunse grande popolarità conducendo lo show Jovem Guarda con Erasmo Carlos e Roberto Carlos Braga. Intraprese la carriera musicale negli anni 50 come cantante radiofonica, per poi iniziare a incidere dischi all'inizio del decennio successivo. Fu soprannominata "Ternurinha" dopo il successo della sua prima hit musicale, Ternura.

## Vita privata
Fu sposata per un periodo con uno dei due figli gemelli di Chacrinha, José Renato. Passò poi a nuove nozze col chitarrista cileno Lalo California, tuttora suo marito, anche se i due da anni vivono in case separate. La coppia ebbe tre figli.

## Omaggi
- Viene citata nella canzone Todas as Mulheres do Mundo di Rita Lee.

## Discografia

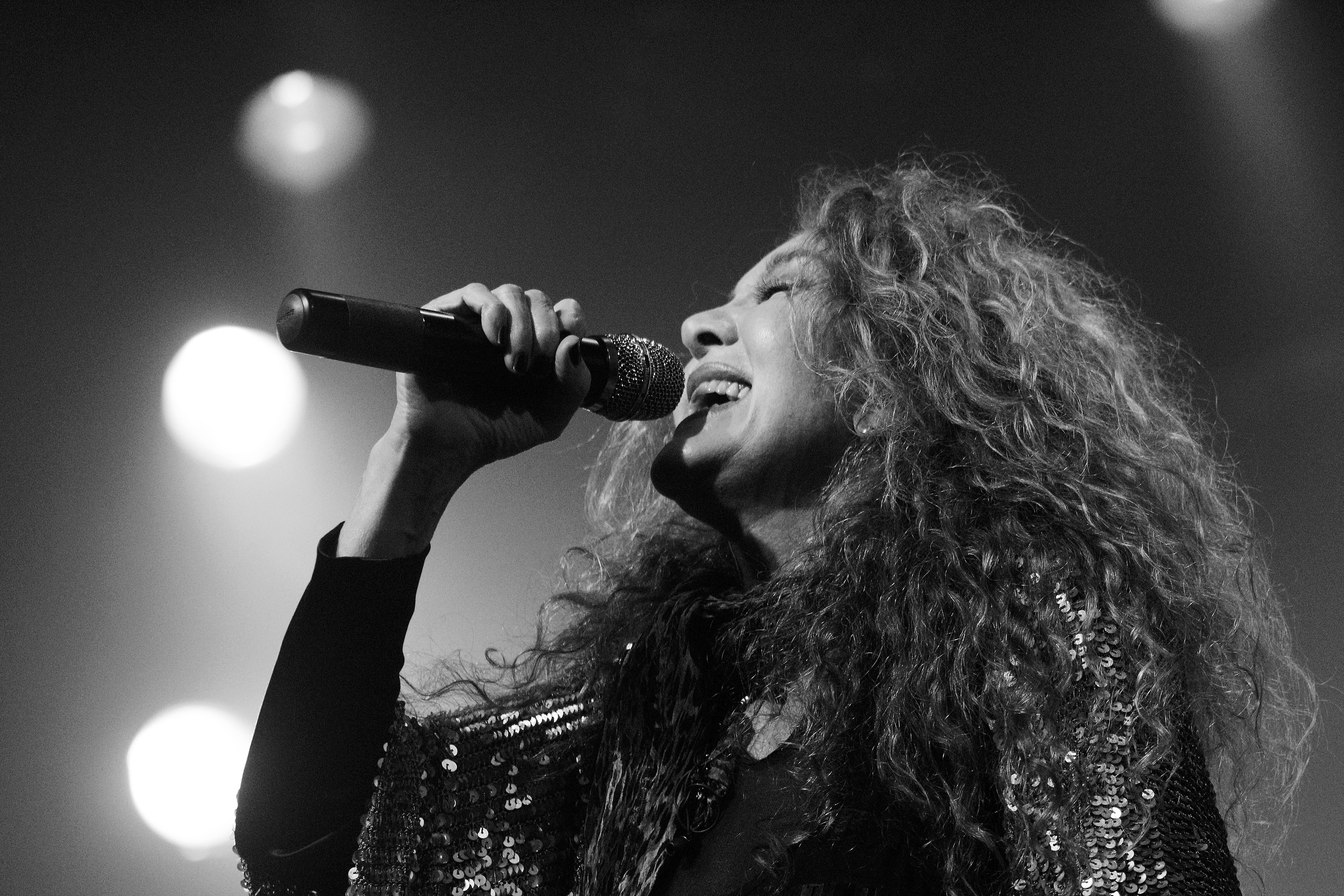
Wanderléa nel 2011.

### Album
- 1963 - Wanderléa (CBS)
- 1964 - Quero Você (CBS)
- 1965 - É Tempo de Amor (CBS)
- 1966 - A Ternura de Wanderléa (CBS)
- 1967 - Wanderléa (CBS)
- 1968 - Pra Ganhar Meu Coração (CBS)
- 1972 - Maravilhosa (Polydor)
- 1975 - Feito Gente (Polydor)
- 1977 - Vamos Que eu Já Vou (EMI)
- 1978 - Mais que Paixão (EMI)
- 1980 - Wanderléa (CBS)
- 1981 - Ser Estranho (CBS)
- 1982 - Wanderléa (CBS)
- 1985 - Menino Bonito (Som Livre)
- 1989 - Wanderléa (3M)
- 1992 - Te Amo (Som Livre)
- 1996 - O Novo de Novo - Ao Vivo (Paradoxx)
- 2003 - O Amor Sobreviverá (BMG)
- 2008 - Nova Estação (Lua Music)
- 2016 - Vida de Artista